# Somatina rufifascia
Somatina rufifascia là một loài bướm đêm trong họ Geometridae.